# Námestovo
Námestovo (hongrois : Námesztó,polonais: Namiestowo) est une ville de la région de Žilina, en Slovaquie.

## Démographie

### Évolution de la population
| Année:               | 1994. | 2004.   | 2014.   | 2024.   |
| -------------------- | ----- | ------- | ------- | ------- |
| Nombre de personnes: | 7839  | 8111    | 7888    | 7355    |
| Différence:          |       | +3,46 % | -2,74 % | -6,75 % |

| Année:               | 2023. | 2024.   |
| -------------------- | ----- | ------- |
| Nombre de personnes: | 7465  | 7355    |
| Différence:          |       | -1,47 % |

La ville compte en 2012 8200 habitants.